# أونس هيميشت
أونس هيميشت Ons Heemecht (أي وطننا بلغة لوكسمبورغ) هو اسم النشيد الوطني للوكسمبورغ. كتبه الشاعر ميشيل لينتز عام 1859، ولحنها جان أنطوان زينن عام 1864.
ويعتبر الشاعر ميشيل لينتز شاعرا وطنيا لهذا السبب.
قدمت الأغنية للمرة الأولى للجمهور في مدينة إيتلبروك، وهي مدينة تقع على نقطة التقاء نهري ألزيت وزاور. واعتمد نشيدا وطنيا عام 1895.